# Jazz in Motion Records
Jazz in Motion Records is een Nederlands jazz-platenlabel. Op het label verschijnen albums van de Nederlandse jazzmuzikanten Yuri Honing, Tony Overwater en Joost Lijbaart, hun groepen en projecten. Ook brengt het cd's uit van artiesten waarmee zij samenwerken. Tot nu toe waren dat de Libanese zangeres Rima Khcheich, Olaf Tarenskeen en Agog Zapp. Op het label zijn ruim twintig platen verschenen (2011). Het label wordt gedistribueerd door Challenge Records.